# 春秋時代

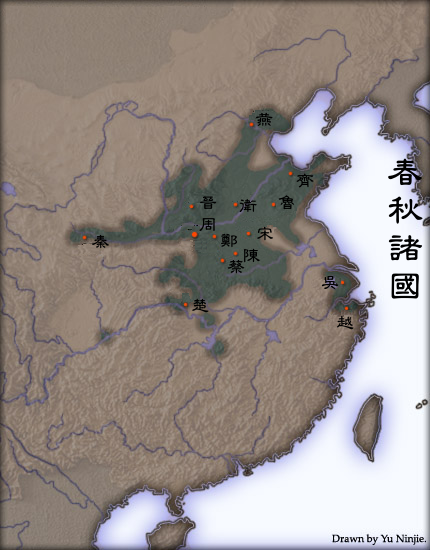
春秋時代の諸国

春秋時代（しゅんじゅうじだい）（簡体字: 春秋时代; 繁体字: 春秋時代; 拼音: Chūnqiū shídài）は、中国における時代区分の一つ。周の平王が王に即位した紀元前770年から現在の山西省一帯を占めていた大国「晋」が韓・魏・趙の三国に分裂した紀元前453年までを指す。この春秋時代の呼称は、周代に成立した儒家経典の一つである歴史書『春秋』から取られている。

春秋時代と戦国時代を合わせて春秋戦国時代と一括して扱われる事も多い。洛邑を都にした紀元前771年以降の周王朝を東周と呼ぶ事から東周時代とも別称される。春秋時代と戦国時代の境目を何時とするかには諸説あり、晋が三国に分裂した紀元前453年か、その三国が正式に諸侯となった紀元前403年とするのが最も広く採用されている。

## 歴史

### 覇者の時代

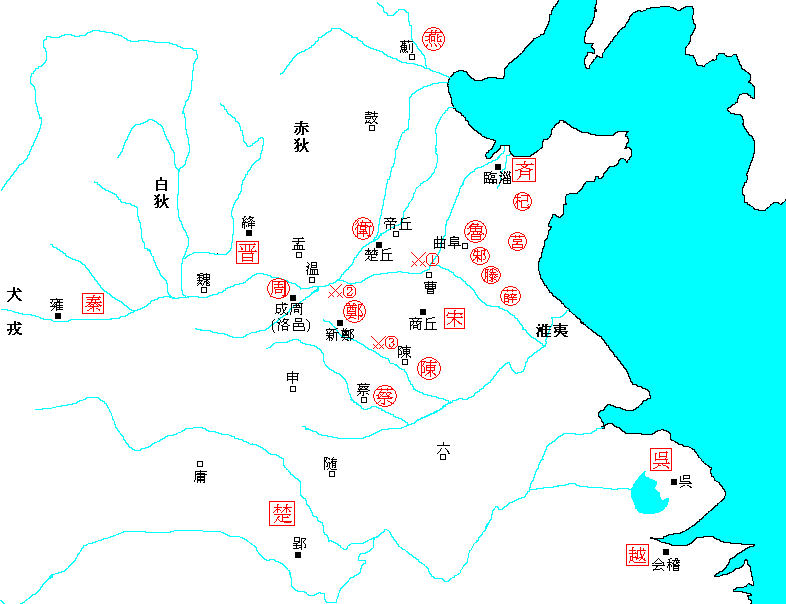
春秋時代概念地図

周の幽王が紀元前771年に殺されると、翌年に幽王の息子が鄭の武公らの力を借りて洛陽にて周を再興する。これが平王であり、以降の周は東周と呼ばれ、春秋時代の始まりである。
周の東遷に大きく貢献した鄭は勢い盛んとなり、武公の子の荘公の時には周の領内に侵入して作物を奪う、王に図らずに魯と領地交換をするなどをしたために周の桓王との関係が悪化し、ついには紀元前707年に討伐を受けるが、撃退に成功した（繻葛の戦い）。しかし荘公死後に後継を巡って鄭は内乱状態に陥り、これに宋や魯などの諸侯が介入したために中原は戦場となり、鄭の国力は一気に衰えた。一方、中原以外の地域、東の斉・北の晋・西の秦・南の楚などの国が周辺の小国を吸収しつつ国力を増大させて中原に進出してくるようになる。
現在の湖北省随州市付近にあった曽の春秋時代の侯の墓に納められていた青銅器の銘文には、「周室既卑（しゅうしつすでにひくく）」と書かれている。さらに周王室内では幾度も王位継承争いが発生し、周の力は弱体化していった。
最初に中原に進出してきたのが東の斉である。周建国の功臣太公望呂尚を始祖とする斉は14代目襄公のときに杞を併合して領土を拡大した。襄公死後の後継争いに勝利したのが桓公である。桓公は宰相管仲の補佐を受けて政治を整え、斉は大きく飛躍する。桓公は魯・宋・曹・陳などの国を集めて盛んに会盟を行い、斉を中心とした東方諸国連合が誕生した。桓公は衛や邢など滅びてしまった国を再興させ、また魯の内乱に介入して国内を安定させた。また南の楚が北方に進出しようと紀元前658年に鄭に侵攻、これに対して桓公は諸侯との連合軍で楚を撃退した。そして紀元前651年に葵丘（現在の河南省商丘市民権県）において会盟を開き、周王に代わって諸侯の間の決まりを訓令した（葵丘の会）。この業績により桓公は覇者と呼ばれ、春秋五覇の第一に数えられる。
しかし管仲の死後、人が変わったように堕落した桓公により国政は乱れ、さらに桓公死後の後継争いで斉は一気に覇権の座から転落した。これに代わって覇者になろうとしたのが宋の襄公である。まず斉の後継争いに介入、元より太子とされて宋に預けられていた昭を位に就けて孝公とした。さらに諸侯の盟主となるべく盂（現在の河南省商丘市睢県）にて会盟を開いた。しかし紀元前638年に楚との戦いで大敗（泓水の戦い）。襄公自身もこの時の傷が元で後に死去。覇権の獲得は成らなかった。
桓公に続く第二の覇者となるのが北の大国・晋の文公である。晋は武公・献公の2代に亘って周辺諸国を併合して大きく伸張したが、献公の死後に起きた後継争いにより生命の危険を感じた文公は国外へ逃亡した。文公は異国にあること10数年に亘り、苦労の果てに隣国・秦の助力を借りて、紀元前636年に晋公の座に就いた。君主に就いた文公は国内政治を治め、人材を登用し、周王室の内紛を収めた。楚との城濮の戦いで大勝し、践土（現在の河南省新郷市原陽県）に周の襄王を招き、会盟を開いて諸侯の盟主となった。
次に覇権を握るのが、南の楚の荘王である。荘王即位直後は家臣団の抗争・天災・庸国からの侵略などが続いたが、逆に庸国を併合し、国内を治めて政治を安定させた。洛陽近くで大閲兵式を行って周王室に圧力をかけた。さらに鄭の都を包囲し、これを救援に来た晋軍に大勝した（邲の戦い）。この勝利により晋の威信は落ち、荘王の覇権が確立された。
破れた晋もその後、狄を討ってその地を征服し、斉が魯を攻めたので斉を攻撃してこれを撃破し、国勢を回復した。

### 大夫・士の時代

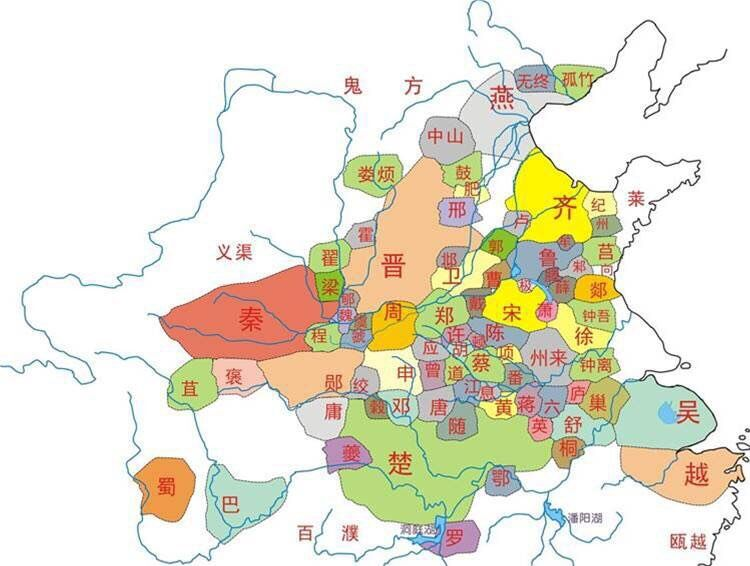
春秋時代の諸国

北の晋と南の楚に挟まれた鄭などの国々は晋に迫られれば晋に従い、楚に迫られれば楚に従うという態度を採らざるを得なかった。この状態に疲れ果てた諸国は平和を望むようになり、紀元前579年に宋の仲介により晋・楚に不戦条約を結ぶこととなった。しかしその後の紀元前576年に再び晋楚の間で戦端が開かれ、翌年に鄢陵にて晋軍が楚軍に大勝（鄢陵の戦い）。その後も何度となく戦いは起こり、諸国の間では内乱が頻発したために再び平和への機運が高まり、紀元前546年に再び和平が成立し、その後の十数年は平和が保たれた。
この頃の諸国の内部では大夫と呼ばれる諸侯の下にいた貴族階級が諸侯を凌ぐ勢力を持つようになり、時には晋の厲公のように大夫の共謀によって殺されることもあった。また大夫の下にある士という階級の者たちも勢力を伸ばしていた。魯では三桓氏と呼ばれる3つの大夫の家が権力を握っていたが、三桓氏の家臣であった士階級の陽虎が三桓氏を抑え込んで一時的にではあるが政権を執った。この流れの中で本来政治の中枢に座ることが出来なかった大夫層から晏嬰や子産などの名政治家と呼ばれる者が登場する。また孔子もこの中から登場し、後の中国の支配的思想となった儒教を創始することになる。

### 呉越抗争

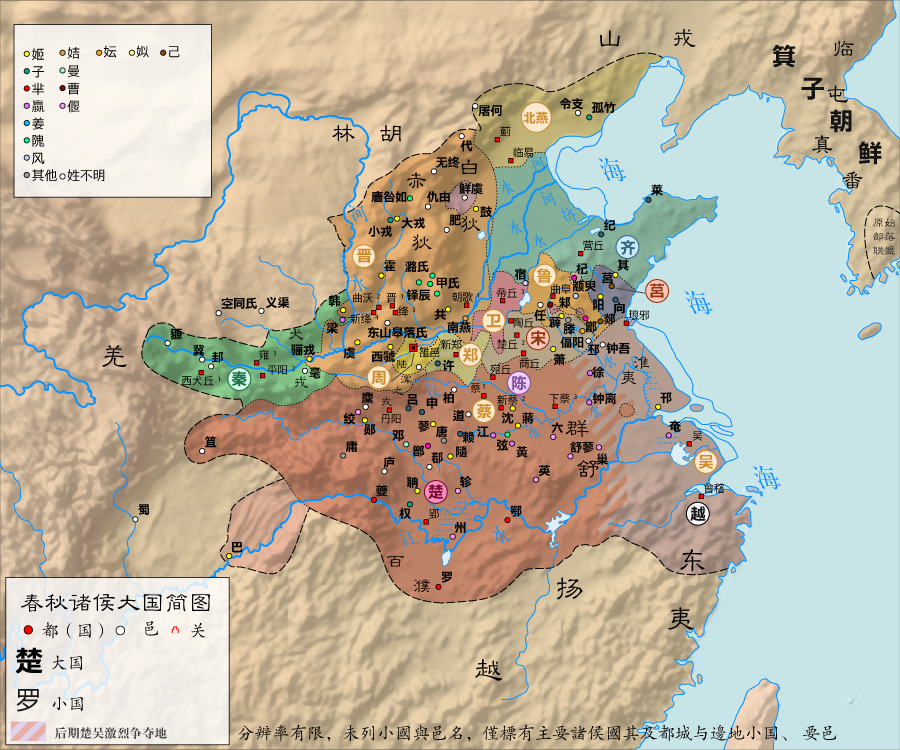
春秋時代の諸国

その一方、南の長江流域では呉・越という2つの新興勢力が興っていた。呉は闔閭・夫差の2人の君主と名臣孫武・伍子胥、越は君主勾践と名臣范蠡の力により急速に勢力を拡大した。呉は楚の首都を陥落させ、滅亡寸前に追い込むほどの力を見せる。さらに越を撃破して服属させ、黄河流域に進出して諸侯の盟主の座を晋と争った。しかし、一旦屈服した越の入念な準備に基づいた反撃により、呉は滅亡する。越も勾践の死後は振るわず、後に楚に滅ぼされた。
また晋では、専権を振るっていた智氏に対して反発した魏氏・韓氏・趙氏の三氏の連合により紀元前453年に滅ぼされる（晋陽の戦い）。智氏の旧領を分け取りにしたことでさらに力をつけた3氏はそれぞれ魏・韓・趙の国を建てた。この3つを合わせて三晋とも呼ぶ。その後、魏・韓・趙の三国は紀元前403年に周王室より正式に諸侯として認められた。この時点をもって春秋時代は完全に終わり、戦国時代に入る。
前後して、斉では有力大夫の田氏が完全に国政を牛耳り、紀元前386年に田和により簒奪され、太公望以来の斉は滅びた。これ以降の斉をそれまでと区別して田斉とも呼ぶ。